# Vakon
Vakon är en ort i Benin. Den ligger i den södra delen av landet, 5 km nordväst om huvudstaden Porto-Novo. Vakon ligger 5 meter över havet och antalet invånare är 20 541.
Terrängen runt Vakon är platt. Runt Vakon är det mycket tätbefolkat, med 3 895 invånare per kvadratkilometer.. Närmaste större samhälle är Porto-Novo, 5,3 km sydost om Vakon.
Omgivningarna runt Vakon är en mosaik av jordbruksmark och naturlig växtlighet.